# Dioscorea syringifolia
Dioscorea syringifolia là một loài thực vật có hoa trong họ Dioscoreaceae. Loài này được (Kunth) Kunth & R.H.Schomb. ex R.Knuth mô tả khoa học đầu tiên năm 1924.